# Фелиш, Ана Дулсе
Ана Дулсе Фелиш — португальская легкоатлетка, которая специализируется в беге на длинные дистанции. Чемпионка Европы 2012 года на дистанции 10 000 метров. Бронзовая призёрка чемпионата мира по кроссу 2009 года в командном зачёте. На Португальском полумарафоне 2009 года заняла 2-е место с результатом 1:10.44. Серебряная призёрка Лиссабонского полумарафона 2011 года с результатом 1:08.33 — это национальный рекорд. Также является рекордсменкой своей страны в беге на 5 километров по шоссе — 15.27,4.
Заняла 8-е место на чемпионате мира 2011 года в беге на 10 000 метров. На Олимпиаде в Лондоне заняла 21-е место на марафонской дистанции.
Выступала на чемпионате мира 2013 года в Москве на дистанции 10 000 метров, где заняла 13-е место.

## Сезон 2014 года
18 мая заняла 5-е место на 10-километровом пробеге Great Manchester Run с результатом 32.54.